# Uvaria curtisii
Uvaria curtisii este o specie de plante angiosperme din genul Uvaria, familia Annonaceae, descrisă de George King. Conform Catalogue of Life specia Uvaria curtisii nu are subspecii cunoscute.